# 最后的审判 (壁画)
《最后的审判》（義大利語：Il Giudizio Universale）是意大利文艺复兴盛期画家和雕塑家米开朗基罗於1534年至1541年期間為西斯汀小堂繪製的一幅巨型祭壇畫。
《最后的审判》取材於《新約圣经·启示录》中的故事，描绘世界末日來到時，耶稣再臨，并親自審判世間善惡。畫中基督被圣徒环绕，揮手之際，最後審判開始，一切人的善惡將被裁定，灵魂按其命运或上升或下降，善者上天堂，惡者下地獄。這種兩極的世界，在壁畫中通過妥善的分割，形成一個個故事，整體顯現出一種螺旋式的動感。

## 歷史
此前，米開朗基羅受命於教宗儒略二世，創作了西斯汀小堂穹頂畫《創世紀》。經過30年後，教宗保禄三世聘請米開朗基羅創作了此畫。此畫的創作歷時9年多。穹頂畫與祭壇畫的創作間隔，曾有歷史事件羅馬之劫發生，今天美術史上仍把這一時期作為文藝復興由最鼎盛轉衰的過渡期。

## 作品簡介
《最後的審判》尺度巨大，佔满了西斯汀小堂祭台后方的整面墙壁，描繪有400多個人物。他們是以現實和歷史中的人物為模特兒的，因此這與其說是《聖經》傳說中的末日審判，不如說是畫家依據的善惡觀對現實世界中人物的評判。
畫面大致可分為四個階層，最上層是天國的天使，畫面中央是耶穌基督，下層是受裁決的人群，最底層是地獄。 畫面构图是這樣安排的：上方與天頂畫相接處兩個半圓形畫面是一些無翼天使，他們正簇擁著基督受難時的十字架等物，左面一組抱的是十字架，右面一組抱的是恥辱柱。耶穌下方八個吹號角的天使正在喚醒死者宣示審判開始。畫面正中央雲端閃電中站著身軀高大、神態威嚴的救世主基督，他正舉起有力的右臂，表示審判開始。耶稣十二門徒和聖母瑪麗亞環繞在旁邊，聖母瑪麗亞畏縮地抓緊頭巾和衣衫，屈身在兒子的右肋之下。左邊是基督的門徒和殉道的聖者們；耶穌右腳下方左手扛著小梯子是聖勞倫斯（St. Lawrence）。事實上那個不是梯子而是烤肉架，因為他是基督教早期的殉道者，被放在烤肉架上活活烤死；還有一個體格壯實的老人，被認爲是聖保罗。右下方雲端是使徒聖巴多羅買（Bartholomew），手中拿著一張殉道時所被割下之人皮，這張皮畫的正是米開朗基羅自己，這是米開朗基羅的簽名或理解為對於信仰的態度。畫面下部是善惡兩部分人正受到重生的耶穌的裁決。畫面左側描繪的人物將升往天國的人群，右側則將打入地獄的亡魂。右下角水面的船上向亡魂揮舞船槳的是地獄的引渡人，冥神「夏龍」，坐上船的亡魂將渡過阿克隆河打入各層地獄。米開朗基羅將他所厭惡的教宗儒略二世繪入了這幅作品，為了表達不滿他將教宗畫入下方地獄受蛇怪所撕咬。
米開朗基羅在描繪地獄風景時曾受到但丁《神曲》地獄篇的啟發。整個構圖在當時是一種全新的嘗試，形成了一個律動的圓形的以基督為中心的統一體。這樣，使眾多的人物和複雜的情節顯得統一、和諧。
米開朗基羅在揭幕這幅壁畫時，史无前例地把人物無論善惡都描绘成有醒目生殖器的裸體，Carafa枢机对此加以强烈反对，认为在基督教最重要的教堂内，不能容忍如此的淫秽、“瀆神”和不道德。据说当 Cesena 向教宗抱怨时，教宗回答说他的裁判权没有延伸到地狱，因此这画像得以保留。但是米開朗基羅去世後不久，教皇就命畫家伏爾泰拉給這些裸體人物添畫了遮羞布條。這位畫家因此得了個「穿短褲的人」的綽號。
教宗克萊孟八世索性於1596年想把這幅壁畫全部毀掉，幸被羅馬聖路卡美術學院的畫家們勸阻。

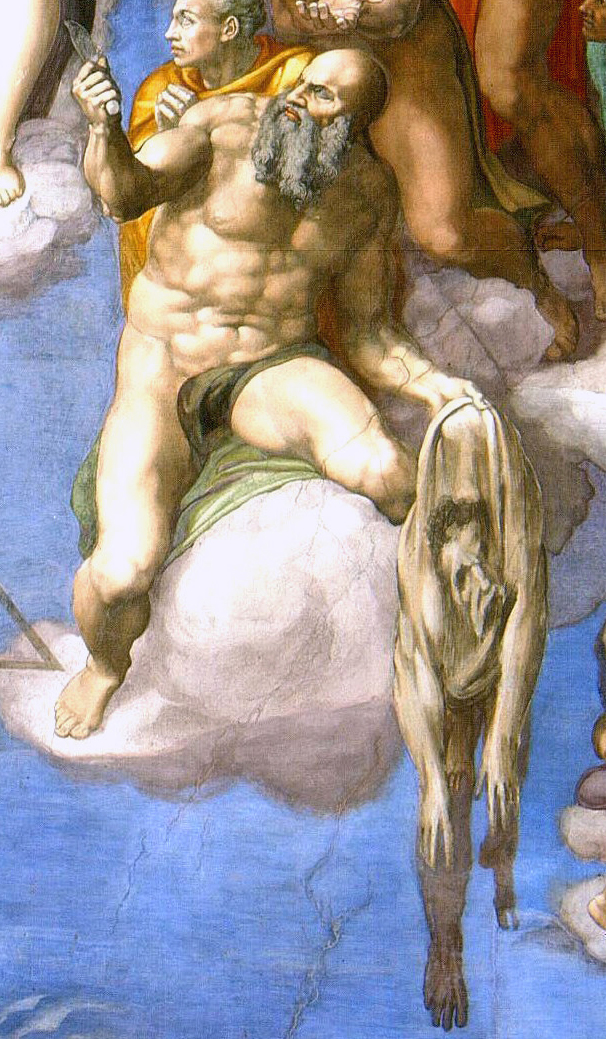
手持米開朗基羅人皮的巴多羅買

## 修復工作
最後的審判由於長年受蠟燭燈熏染及氧化侵蝕畫面損壞嚴重，1981年至1994年由日本電視臺支援進行了大規模修復工作。還原了繪製當時的鮮艷色彩，並擦去了一部分遮羞布，還原了作品本來面目。